# Laholms pedagogi
Laholms pedagogi var en skola, pedagogi, i Laholm som verkade åtminstone från 1865 till den 1 juli 1891.
År 1822 omtalas en skola, pedagogi, men utan beteckning som trivialskola 
Senast år 1865 inrättades en enklassig pedagogi som 1888 uppgavs ha 26 elever.
Pedagogin som aldrig var elementarläroverk och inte blev lägre allmänt läroverk 1879 lades ned den 1 juli 1891 och efterföljdes inte omedelbart av någon likartad skola i Laholm. År 1909 atratade dock föregångaren till Laholms samrealskola.